# 기동훈
기동훈은 대한민국의 기타리스트로서 1999년 'DON'S AGONY'라는 곡을 인터넷을 통해서 발표했다.